# Новезе (футбольный клуб)
«Новезе» (итал. Unione Sportiva Dilettantistica Novese) — итальянский футбольный клуб из города Нови-Лигуре, ныне выступающий на любительском уровне. Единственная итальянская команда, которая выиграла национальный чемпионат, не сыграв ни одного сезона ни в Серии А, ни в Серии В.

## История

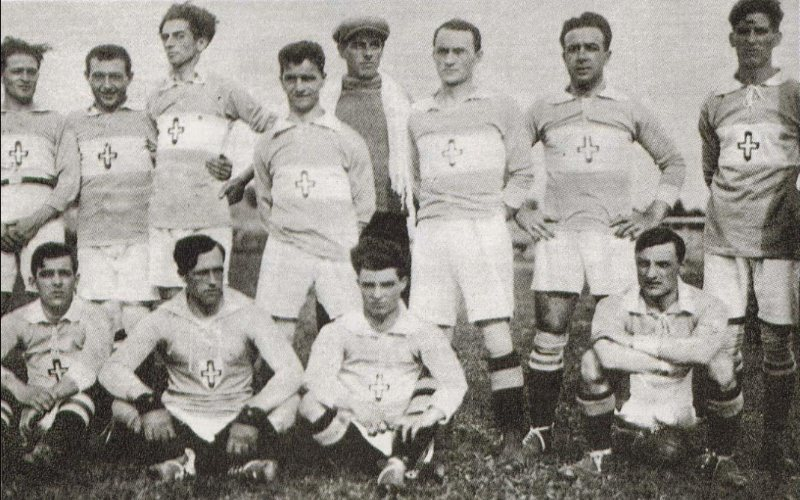
Чемпионский состав клуба образца сезона 1921/22

Клуб основан в 1919 году. Занятое в 1921 году 3-е место во втором дивизионе позволило «Новезе» выйти в элиту итальянского футбола. Сезон 1921/22 стал самым успешным в истории коллектива. Одолев в финале «Сампьердаренезе», «Новезе» выиграли национальный чемпионат. Стоит отметить, что в сезоне 1921/22 было два альтернативных высших дивизиона: ряд ведущих, на тот момент, команд предложили провести реформу чемпионата, которую не поддержало большинство клубов. Не приняв этого решения, 24 крупных коллектива, в основном из Северной Италии, покинули чемпионат и объединились в собственную лигу. Уже в следующем сезоне итальянские клубы нашли компромисс и воссоединились в один дивизион.
После победы в чемпионате результаты «Новезе» пошли на спад. Спустя несколько лет команда покинула высший дивизион.

## Достижения
- Чемпион Италии: 1 (1921/1922)